# Georges Lacour-Gayet
Pour les articles homonymes, voir Gayet, Lacour et Lacour-Gayet.
Georges Lacour-Gayet, né le 31 mai 1856 à Marseille  et mort le 8 décembre 1935 à Paris, est un historien français.

## Biographie

### Jeunesse et études
Georges Lacour-Gayet naît et grandit à Marseille dans une famille modeste. Il est élève au lycée Thiers, où il obtient des récompenses. Il donne pendant sa scolarité des cours particuliers à des élèves plus jeunes pour subvenir à ses besoins.
Il intègre l'École normale supérieure de la rue d'Ulm à l'âge de 20 ans. Il est reçu, trois ans plus tard, deuxième de l'agrégation d'histoire (1879). Il est membre de l'École française de Rome entre 1879 et 1881.

### Parcours professionnel
Professeur dans différents lycées de province et de Paris, il enseigne à l'École supérieure de la marine et est élu membre de l'Académie des sciences morales et politiques en 1911. De 1919 à 1929 il est professeur d'histoire à l'École polytechnique.
Il est en particulier l'auteur en 1930 d'une biographie très documentée et fouillée sur Talleyrand, qui fit longtemps autorité.
Marié à la fille du philosophe Paul Janet, il est le père de l'économiste Jacques Lacour-Gayet, de Robert Lacour-Gayet (en), inspecteur des finances, historien et écrivain. De sa liaison à l'âge de 73 ans avec Madeleine Léon, est issue Georgette Elgey (1929-2019), journaliste puis historienne française, spécialiste de l'histoire de la Quatrième République. Son père ayant refusé de la reconnaître, elle prit comme nom de famille ses initiales, LG (Elgey).

## Distinctions
- Officier de la Légion d'honneur (20 septembre 1920)[5]

## Publications
- Histoire romaine, depuis la fondation de Rome jusqu'à l'invasion des Barbares (527 pages), rédigée pour la classe de 4e, par P. Guiraud, G. Lacour-Gayet et al.
- L'Éducation politique de Louis XIV, Hachette, 1898
- La campagne navale de la Manche en 1779, Chapelot, 1901
- La Marine militaire et son rôle dans la grandeur de la France, Ligue maritime française, 1901
- La Marine militaire de la France sous le règne de Louis XV, Honoré Champion, 1902
- Un utopiste inconnu : Les codicilles de Louis XIII, 1903
- La Marine militaire de la France sous le règne de Louis XVI (préf. Pierre Lévêque), Paris, Honoré Champion, 1905 (ISBN 978-2-912259-99-8, lire en ligne).
- Lectures Historiques - Histoire des temps modernes 1610-1789, Hachette et cie, 1905
- La Guerre de 1870, Paris, Édition du Foyer, 1911 (lire en ligne)
- Bismarck, Paris, Hachette, 1918 (lire en ligne)
- Bonaparte, membre de l'Institut, 1921
- Napoléon: sa vie, son œuvre, son temps (préface du maréchal Joffre), 1921
- L'Impératrice Eugénie, Albert Morancé, 1925 (lire en ligne)
- Talleyrand, 1754-1938 (3. vol), Paris, Payot, 1928, 1930, 1931 (lire en ligne) ; rééd. Payot, préf. François Furet, 4 vol., 1454 p., 1991  (ISBN 2228882968) ; rééd. Paris, Les Belles Lettres, coll. Classiques favoris, éd. complète, 970 p., 2024  (ISBN 978-2251455532)
- Le Château de Saint-Germain-en-Laye, Paris, Calmann-Lévy, 1935 (lire en ligne)

Il est en outre l'auteur d'un grand nombre d'articles.